# Radio Líder
Radio Líder 730 AM, fue una emisora especializada en noticias de la Cadena Melodía, siendo la primera emisora de esta cadena. 

## Historia
Comenzó sus transmisiones el 19 de septiembre de 1947 por José Vanegas bajo el nombre de Radio Industrial, luego se cambia de nombre a Radio Capital, nombre actual de una emisora que transmite en la frecuencia 1250 kHz en Bogotá. El 14 de agosto de 1959, el actual Director Gerente, Efraín Páez Espitia, compró la estación y le cambió el nombre por Radio Melodía. Radio Líder  transmitió contenido variado hasta el año 2012. Luego, con la apertura de Melodía FM Stereo, se cambia ese enfoque por uno más centrado en la información, sin dejar de lado su programación musical basado en baladas de los años 60 y 70. 
Su programación se componía de franjas informativas, programas deportivos, programación general musical, y se constituyó en la emisora que a través de estrategias de fidelización de oyentes, como el Club Radio Líder, entregó premios durante un período considerable de tiempo. A nivel internacional transmitía en la frecuencia de Onda Corta de 6140 kHz.  Dos de sus programas importantes fueron Las últimas Noticias y Cundinamarca al Día. Con la entrega de la frecuencia de FM en arrendamiento al Grupo Valorem, propietarios de Caracol Televisión, a finales del mes de junio de 2012, la frecuencia de Melodía FM Stereo toma el dial 730 AM de Bogotá, con lo que Radio Líder cesa su operación.

## Recursos Web
- Audio En Vivo

- Datos: Q7280898